# Еміне Ердоган
Еміне́ Ердога́н (наближена до турецької вимова прізвища Е́рдоан, тур. Emine Erdoğan, уродж. Гюльбаран (тур. Gülbaran); нар.. 21 лютого 1955, Стамбул) — турецький державний діяч. Дружина 12-го президента Туреччини Реджепа Тайїпа Ердогана, перша леді Туреччини з 28 серпня 2014 року.

## Біографія
Народилася 1955 року в Ускюдарі (район Стамбула), у сім'ї із Сіїрта, була наймолодшою з п'яти дітей. Навчалася у школі мистецтв «Акшам» імені Мідхата-паші, але навчання не закінчила. Брала участь у роботі «Асоціації жінок-ідеалісток», під час цієї діяльності зустріла Р. Т. Ердогана, з яким одружилася 4 липня 1978 року. У шлюбі у подружжя Ердоган народилося четверо дітей: сини Ахмет Бурак і Неджмеддін Білала та дочки Есра і Сюмейє.
7 грудня 2010 року прем'єр-міністр Пакистану Юсуф Раза Гілані нагородив Еміне Ердоган орденом Пакистану 2 класу (англ. Hilal-e-Pakistan) на знак визнання її зусиль з надання допомоги народу Пакистану, який постраждав від повеней. У жовтні 2010 року Е. Ердоган відвідала райони Пакистану, що постраждали від повені, і організувала кампанію зі збору коштів для допомоги жертвам повені.
16 лютого 2011 року Еміне Ердоган був вручений «Приз фонду» Кранс Монтана Форум на церемонії в Брюсселі.

## Галерея

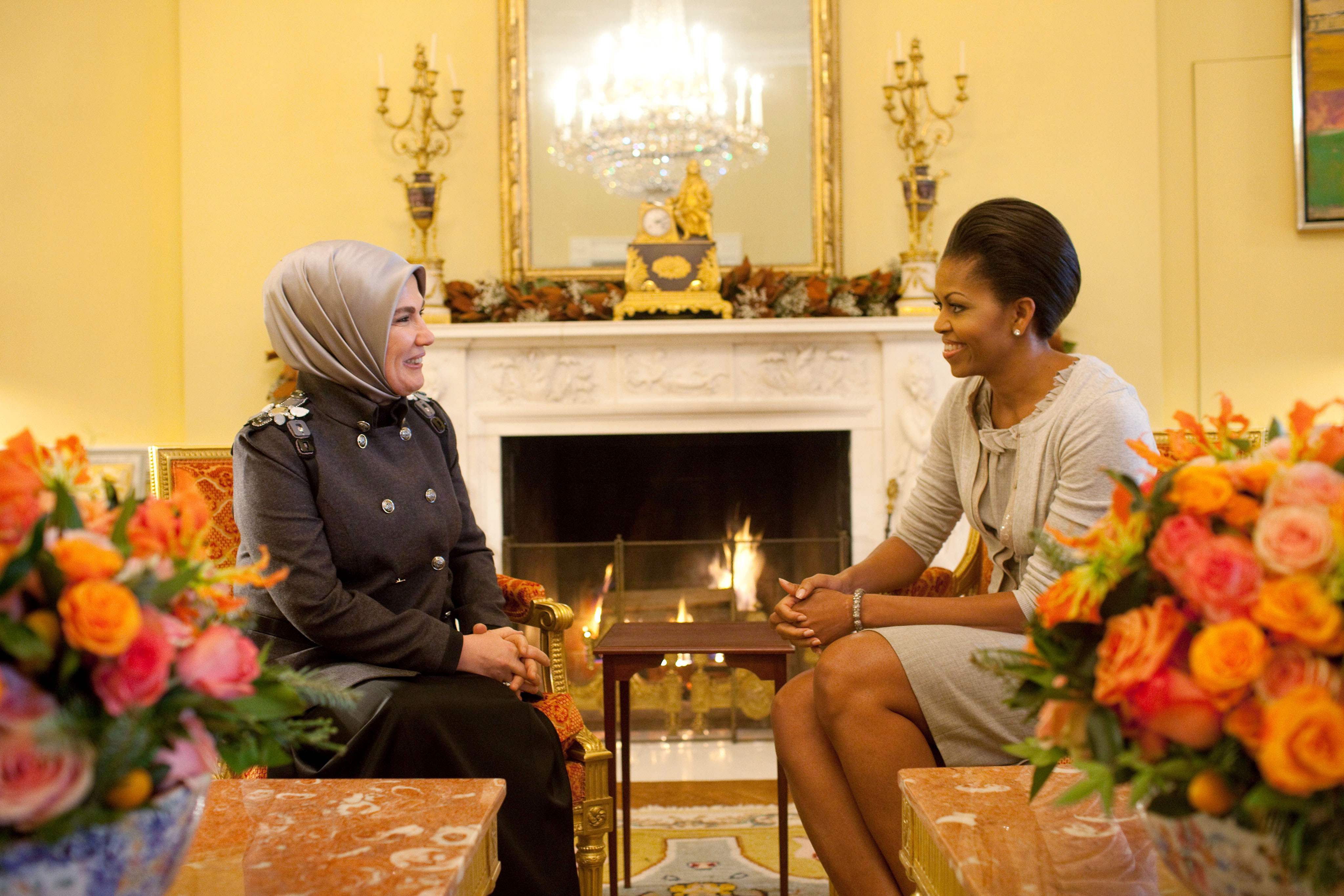
Еміне Ердоган та перша леді Мішель Обама, Білий дім, 8 грудня 2009
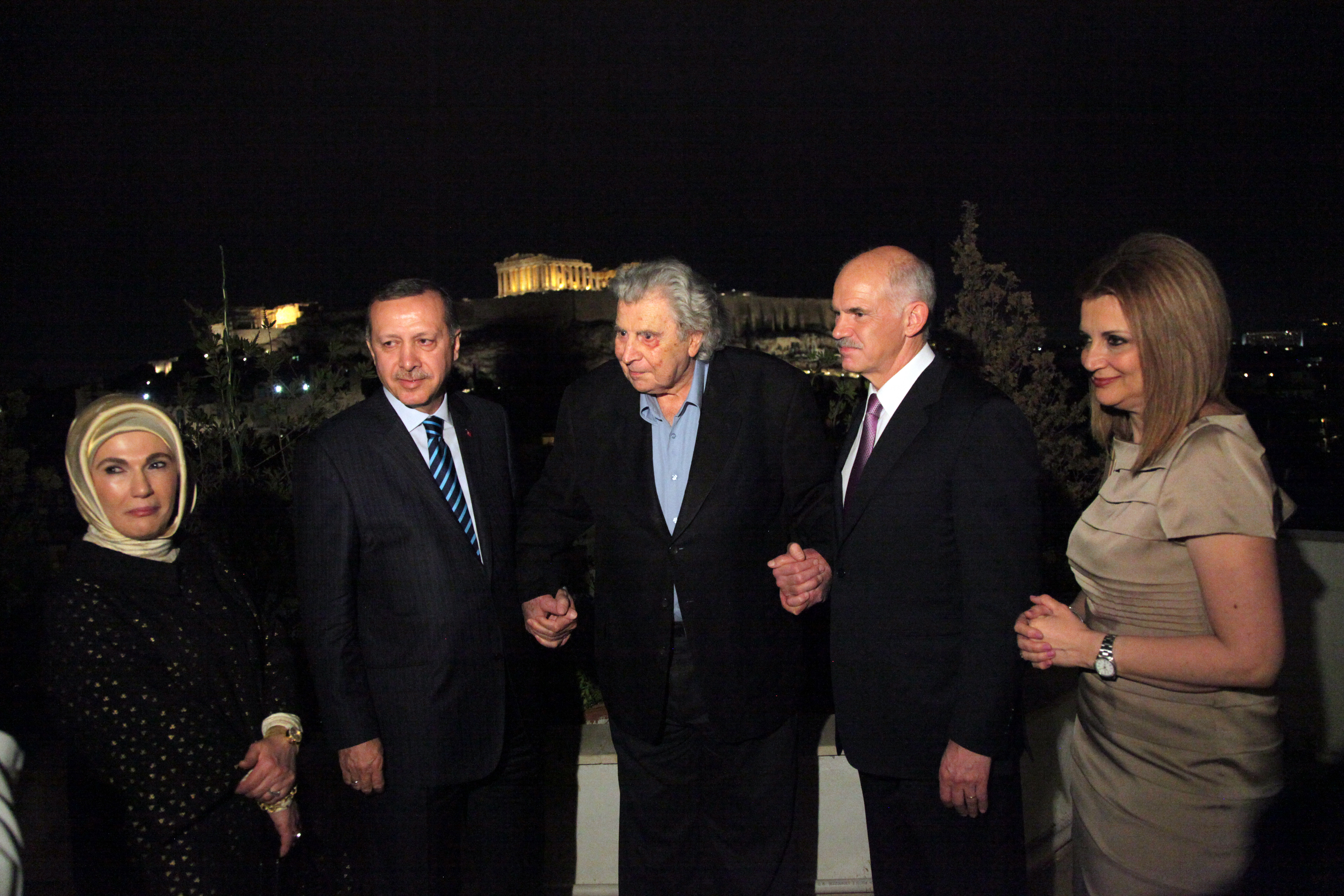
Еміне Ердоган, прем'єр-міністр Ердоган та колишній прем'єр-міністр Греції Йоргос Папандреу та його дружина Афіна
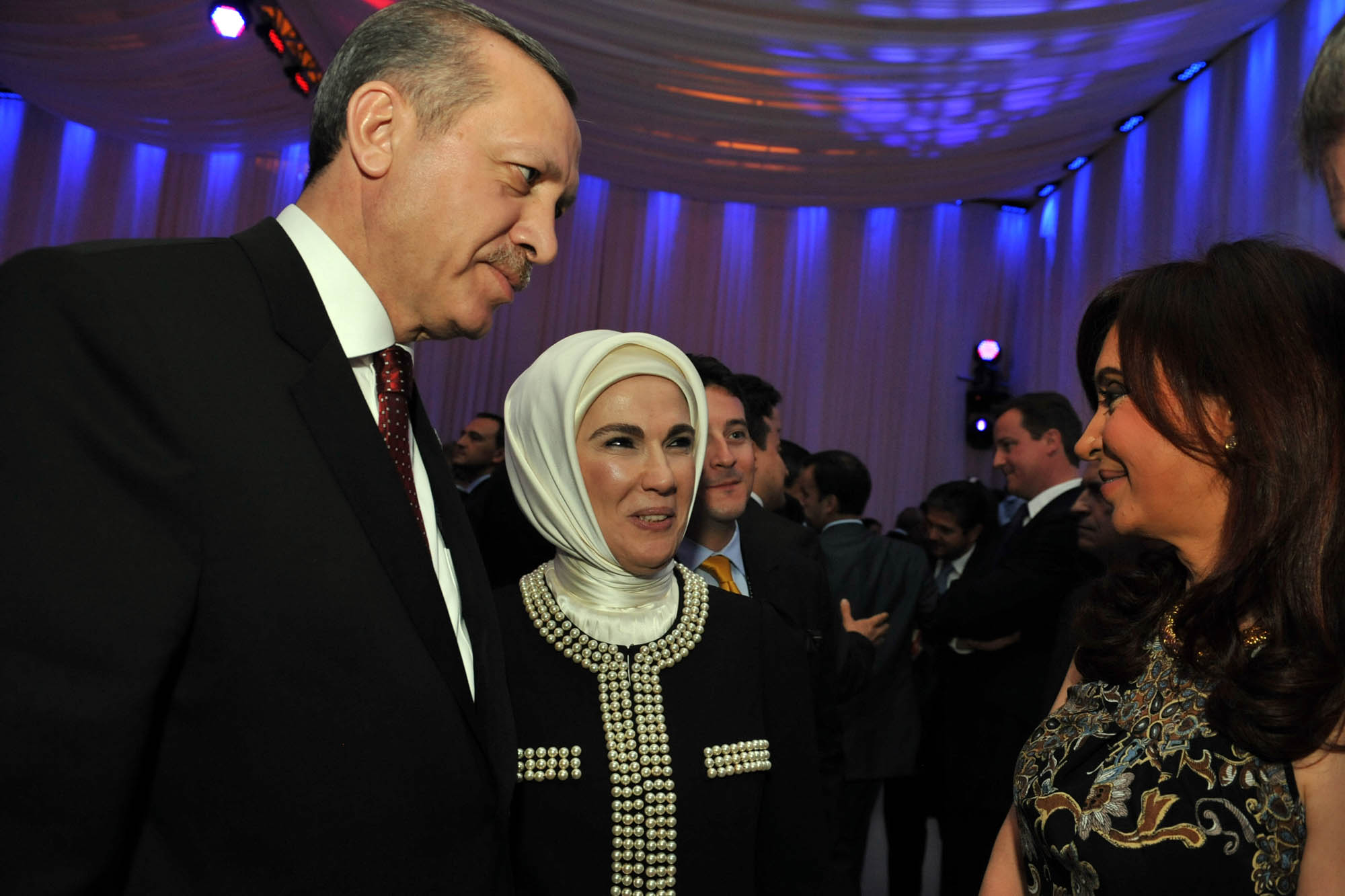
Ердогани та президент Аргентини Крістіна Фернандес де Кіршнер G20, Торонто, Канада
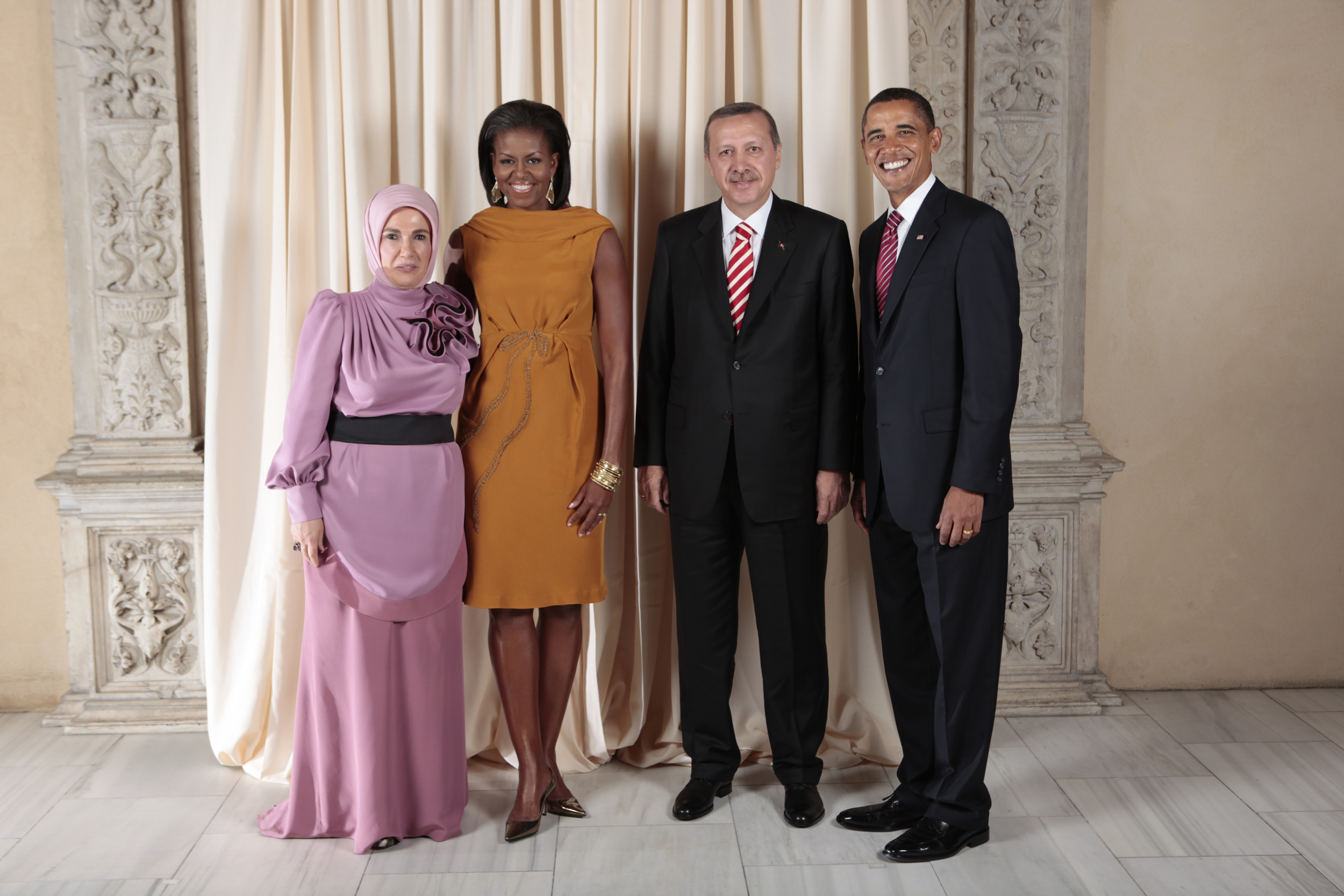
Реджеп Тайїп Ердоган та Еміне Ердоган з Обамами Нью-Йорк, США
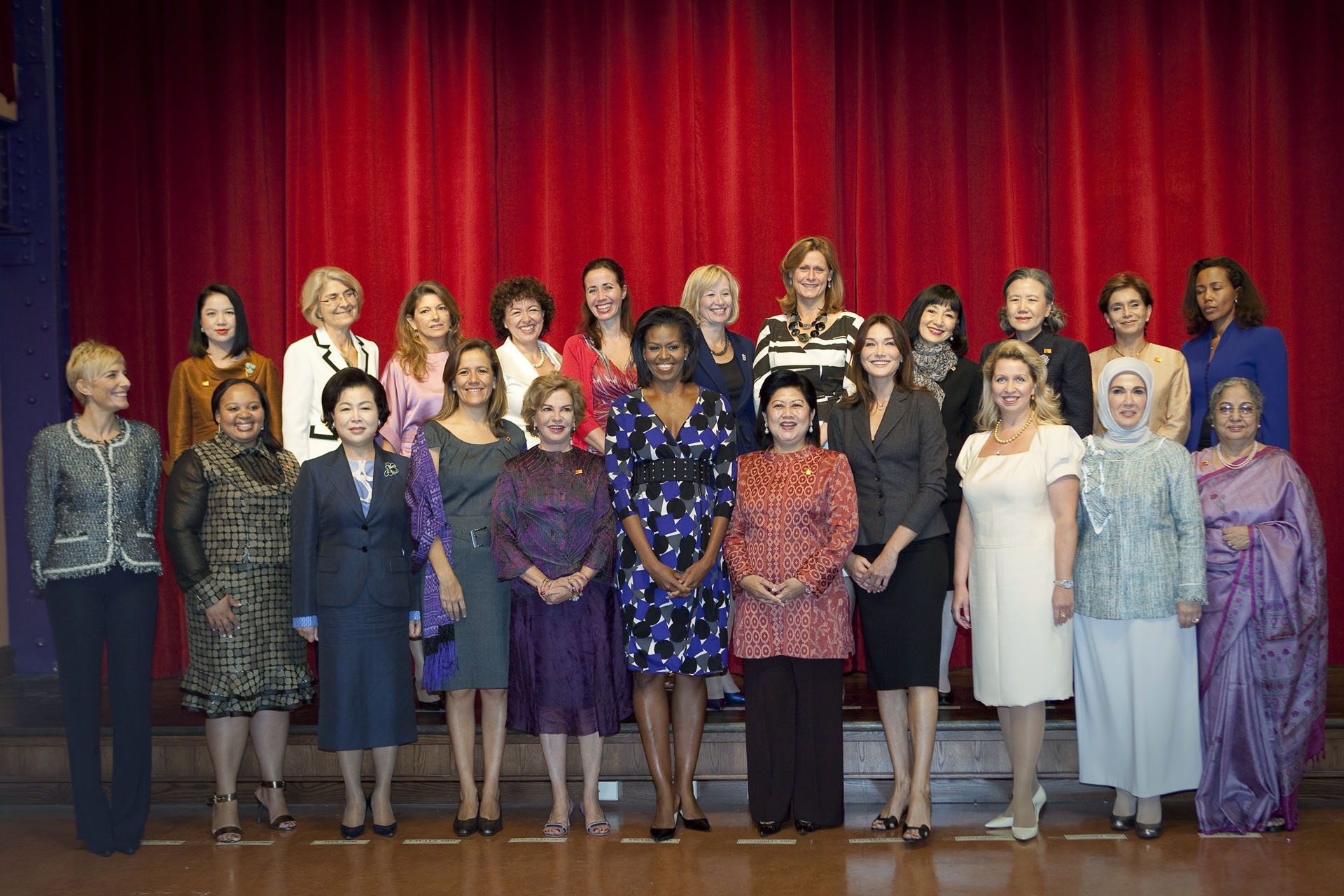
Еміне Ердоган, Піттсбург, Сполучені Штати Америки, G-20, організований Мішель Обамою